# Міжзоряний газ
Міжзо́ряний газ — газ, що заповнює простір між зорями. Міжзоряний газ прозорий у видимому світлі. Повна маса міжзоряного газу в Галактиці перевищує 10 мільярдів мас Сонця або близько 2% сумарної маси всіх зір нашої Галактики. Він добре перемішаний із міжзоряним пилом, маса якого на два порядки менша. Середня концентрація атомів міжзоряного газу становить менше 1 атома в см³. Основна його маса укладена поблизу площини Галактики в шарі товщиною кілька сотень парсек. Густина газу в середньому становить близько 10−21 кг/м³. Хімічний склад приблизно такий же, як і в більшості зір: він складається з водню і гелію (90 % і 10 % за кількістю атомів, відповідно) з невеликою домішкою важчих елементів. 
Залежно від температури й густини міжзоряний газ перебуває в молекулярному, атомарному або йонізованому станах. Спостерігаються холодні доволі густі молекулярні хмари, розріджений міжхмарний газ, хмари йонізованого водню з температурою близько 10 тис. К. (зони H II), і великі області розрідженого й дуже гарячого газу з температурою близько мільйона Кельвінів. Ультрафіолетові промені, на відміну від видимого світла, поглинаються газом і віддають йому свою енергію. Завдяки цьому гарячі зорі своїм ультрафіолетовим випромінюванням нагрівають навколишній газ до температури приблизно 10 000 К. Нагрітий газ починає сам випромінювати світло, і ми спостерігаємо його як світлу газову туманність (наприклад, Туманність Оріона). Холодніший, «невидимий» газ спостерігають радіоастрономічними методами. Атоми водню в розрідженому середовищі випромінюють радіохвилі на довжині близько 21 см. Тому від областей міжзоряного газу безперервно поширюються потоки радіохвиль. Приймаючи й аналізуючи це випромінювання, вчені дізнаються про густину, температуру та рух міжзоряного газу в космічному просторі.